# Listă de filme americane din 1906

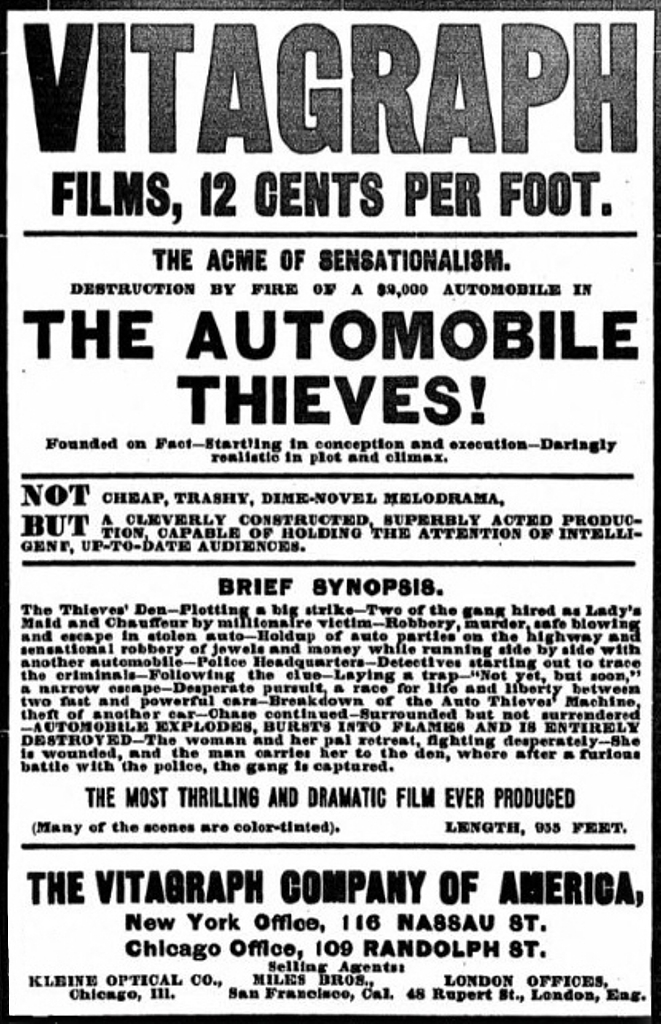
Afișul filmului The Automobile Thieves

Aceasta este o listă de filme americane din 1906:
| Titlu                                             | Regizor                                 | Actori                                | Gen                             | Note |
| ------------------------------------------------- | --------------------------------------- | ------------------------------------- | ------------------------------- | --- |
| The Automobile Thieves (Hoții de mașini)          | J. Stuart Blackton                      | J. Stuart Blackton, Florence Lawrence | Scurtmetraj polițist dramatic   | Lansat la 10 noiembrie 1906 Despre un tânăr cuplu care comite o serie de jafuri, apoi o urmărire și un schimb de focuri în care sunt împuscați. |
| Dream of a Rarebit Fiend                          | Wallace McCutcheon și Edwin S. Porter   |                                       | Scurtmetraj                     | |
| From Leadville to Aspen: A Hold-Up in the Rockies | Francis J. Marion și Wallace McCutcheon |                                       | Scurtmetraj de acțiune, western | |
| Humorous Phases of Funny Faces                    | J. Stuart Blackton                      | J. Stuart Blackton                    | Scurtmetraj , animație          | |
| Kathleen Mavourneen                               | Edwin S. Porter                         |                                       | Scurtmetraj                     | |
| A Trip Down Market Street                         | Miles Brothers                          |                                       | Scurtmetraj                     | |
| Waiting at the Church                             | Edwin S. Porter                         |                                       | Scurtmetraj                     | |